# Nikolai Lugansky
Nikolai Kazandzhidi Lugansky (Moscovo, 26 de abril de 1972) é um pianista russo.
Estudou piano na Escola de Música Central de Moscovo e no Conservatório de Moscovo, Foram seus professores Tatiana Kestner, Tatiana Nikolayeva e Sergei Dorensky.
Durante os anos 80 e início dos anos 90, Lugansky ganhou prêmios em concursos de piano. Começou a fazer gravações para as etiquetas Melodiya (URSS) e clássicos Vanguard (Países Baixos). 
O seu desempenho na Gala dos Campeões no 10.º Concurso Internacional Tchaikovsky foi gravado e lançado pela Pioneer Classics, em formato de CD e discos de vídeo laser.Gravou mais tarde para Warner Classics (UK) e Pentatone Classics (Holanda).
Lugansky tem actuado juntamente com Vadim Repin, Alexander Kniazev, Joshua Bell, Yuri Bashmet e Mischa Maisky, entre outros.
Lugansky tem colaborado com maestros como Riccardo Chailly, Christoph Eschenbach, Vladimir Fedoseyev, Valery Gergiev, Neeme Järvi, Kurt Masur, Mikhail Pletnev, Gennady Rozhdestvensky, Yuri Simonov, Leonard Slatkin, Vladimir Spivakov, Evgeny Svetlanov, Yuri Temirkanov e Edo de Waart. 

## Prémios
- Primeiro Prémio, All-Union Competition in Tbilisi (1988)
- Medalha de prata, 8th International Bach Competition in Leipzig (1988)
- Segundo Prémio, Rachmaninov Competition in Moscow (1990)
- Melhor pianista, International Summer Academy "Mozarteum" in Salzburg, Austria (1992)
- Medalha de Prata, 10th International Tchaikovsky Piano Competition in Moscow (1994)

Outros:
- Ernest Neizvestny Private Charity Fund Award (1994)
- International Terence Judd Award (1995)
- Diapason d'or (2000, 2001 and 2002)
- Preis der deutschen Schallplattenkritik (2003)
- Named "Honoured Citizen of Ivanovka" in Tambov, Russia (2004)
- Named "Honoured Artist of the Russian Federation (2005)
- Echo Klassik Award (2005)